# FC Bayern de Múnic (femení)
El Bayern de Múnic femení és la secció femenina del Bayern de Múnic, un club alemany de futbol. Ha guanyat la Bundeslliga en tres ocasions. En la Lliga de Campions ha arribat als vuitens de final (09/10).

## Històric

### Palmarès
- 7 Lligues d'Alemanya
  - 1975/1976, 2014/15, 2015/16, 2020/21, 2022/23, 2023/24, 2024/25
- 1 Copa d'Alemanya
  - 11/12
- 2 Copes de la Lliga d'Alemanya
  - 2002/03, 2010/11

### Trajectòria
| 09/10 | Glasgow City | Viktória Szombathely | Montpellier HSC |
| 15/16 |              | FC Twente            |                 |
| 16/17 |              | Edinburgh Hibernians | FK Rossiyanka   |

- ¹ Fase de grups. Equip classificat pillor possicionat en cas d'eliminació o equip eliminat millor possicionat en cas de classificació.

|               | 80/81 | 81/82 | 82/83 | 83/84 | 84/85 | 85/86 | 86/87 | 87/88 | 88/89 | 89/90 | 90/91 | 91/92 | 92/93 | 93/94 | 94/95 | 95/96 | 96/97 | 97/98 | 08/99 | 99/00 |
| ------------- | ----- | ----- | ----- | ----- | ----- | ----- | ----- | ----- | ----- | ----- | ----- | ----- | ----- | ----- | ----- | ----- | ----- | ----- | ----- | ----- |
| Bundesliga    |       |       |       |       |       |       |       |       |       |       | B-4   | B-11  |       |       |       |       |       |       |       |       |
| 2. Bundesliga |       |       |       |       |       |       |       |       |       |       |       |       | C-2   | C-3   | C-2   | C-3   | C-4   | C-4   | C-2   | C-1   |
|               | 00/01 | 01/02 | 02/03 | 03/04 | 04/05 | 05/06 | 06/07 | 07/08 | 08/09 | 09/10 | 10/11 | 11/12 | 12/13 | 13/14 | 14/15 | 15/16 | 16/17 | 17/18 | 18/19 | 19/20 |
| Bundesliga    | 6     | 4     | 5     | 5     | 4     | 8     | 4     | 4     | 2     | 4     | 5     | 6     | 4     | 4     | 1     | 1     |       |       |       |       |